# Ageron
Die Construction d’Automobiles Ageron et Cie war ein französischer Hersteller von Automobilen. Eine Quelle verwendet die Schreibweise Agéron.

## Unternehmensgeschichte
Das Unternehmen aus Lyon begann 1908 mit der Produktion von Automobilen. Der Markenname lautete Ageron. 1910 endete die Produktion.

## Fahrzeuge
Im Angebot stand das Modell 10/12 CV. Für den Antrieb sorgte ein Vierzylindermotor. Die Motorleistung wurde über Ketten an die Hinterachse übertragen. Besonderheit war ein Pressluft-Anlasser. Daneben gab es auch Modelle mit Ein- und Zweizylindermotoren mit 6 bis maximal 12 Steuer-PS.